# بوسکتس
بوسکتس ممکن است به یکی از موارد زیر اشاره داشته باشد:
- کارلس بوسکتس
- جوآن بوسکتس
- ریکاردو بوسکتس
- سرخیو بوسکتس